# Johann Schobert
Johann Schobert (1720/1735/1740-1767) là nhà soạn nhạc người Đức. Ông là người có ảnh hưởng tới nhà soạn nhạc nổi tiếng người Áo Wolfgang Amadeus Mozart trong khi Mozart cùng cha mình đi lưu diễn tại nhiều nơi tại châu Âu khi là một thần đồng âm nhạc. Schobert đã khơi gợi sự thanh thoát trong âm nhạc cho Mozart. Sau này, Mozart thể hiện rõ tính chất ấy trong các tác phẩm của mình. Mozart cũng chuyển soạn một số lượng lớn các chương trong các bản sonata của Schobert để lấy làm chủ đề cho các bản concerto cho piano của mình.